# Худяково (Ярославская область)
Худяково — деревня в Ярославском районе Ярославской области. Входит в состав Заволжского сельского поселения.

## География
Находится в восточной части Ярославской области на расстоянии приблизительно 27 км на север-северо-восток по прямой от станции Филино.

## История
В 1859 году здесь (деревня Даниловского уезда Ярославской губернии) было учтено 13 дворов , в 1898 — 15.

## Население
Численность населения: 75 человек (1859 год), 2 (русские 100 %) в 2002 году, 0 в 2010.